# Велосипедный багажник
Велосипедный багажник — металлическая конструкция над колесом, позволяющая разместить на велосипеде груз. Обычно багажник устанавливают над задним колесом, но можно оборудовать багажник и над передним колесом при жёсткой вилке. Такие багажники крепятся к раме велосипеда, но есть «консольные» багажники для горных велосипедов, которые крепятся к подседельному штырю.
На багажнике может крепиться специальная сумка, корзинка, в велотуризме используются специальные рюкзаки, устанавливаемые на багажнике — «штаны». На багажник также может устанавливаться сиденье для перевозки ребёнка.
Велосипедные багажники делают из стали, алюминия, титана.
Дисковый тормоз на заднем колесе может мешать установить багажник над задним колесом, так как стойка багажника будет упираться в калипер тормоза. В конечном счёте возможность установки багажника в такой ситуации определяется формой калипера, стоек багажника и рамы. Консольные багажники не подвержены таким проблемам. Также выпускаются багажники со специальной формой стоек, предназначенные для установки совместно с дисковыми тормозами.
При необходимости установить багажник на двухподвес используются консольные багажники.